# Урочище «Баймаки І»
Уро́чище «Баймаки́ І» — ботанічна пам'ятка природи місцевого значення в Україні. Об'єкт природно-заповідного фонду Хмельницької області. 
Розташована в межах Хмельницького району Хмельницької області, на південний схід від міста Красилів.
Площа 1,3 га. Статус присвоєно згідно з розпорядженням облвиконкому від 30.01.1969 року № 72-р. Перебуває у віданні ДП «Старокостянтинівський лісгосп» (Красилівське лісництво, кв. 50, вид. 12).
Статус присвоєно для збереження частини лісового масиву з цінними насадженнями горіха айлантолистого, а також насаджень ясена.